# Нігерія
Ніге́рія або Федерати́вна Респу́бліка Ніге́рія, (англ. Federal Republic of Nigeria) — держава в Західній Африці. Країна має найбільше за чисельністю населення (211 400 708 осіб (оц. червень 2021)) і найпотужнішу економіку на континенті, сьома за населенням на планеті. Площа Нігерії становить 923 768 км². Державна мова — англійська, офіційні — хауса, ігбо, йоруба.
Складається з 36 штатів та столичного округу. Найбільше місто — Лагос (8 млн), колишня столиця. Інші великі міста — Кано, Ібадан. Столиця — місто Абуджа. Найбільші етнічні групи: хауса, ігбо, йоруба. Найпоширеніші релігії — християнство та мусульманство мають приблизно рівні частки, також є незначна частка прихильників традиційних вірувань.
Нігерія здобула незалежність від Сполученого Королівства 1960 року. Федеративна республіка президентського типу правління від 1963 року. Член ООН, Співдружності націй, Африканської Єдності, ОПЕК.
Із заходу межує з Беніном, на півночі — з Нігером, на північному сході через обміліле озеро Чад межує з Чадом, на сході — з Камеруном, з південного боку омивається Гвінейською затокою Атлантичного океану. Найбільша річка — Нігер на честь якої Нігерія й отримала свою назву.

## Загальні дані
Рівень писемності становить 57,1 %;
Рельєф: посушлива савана на півночі; тропічні ліси на півдні з мангровими болотами по узбережжю; річка Нігер формує широку дельту, на південному-сході.
Політична система: — федеративна президентська республіка з двопалатним парламентом.
Експорт: нафта (найбільші запаси в Африці); бавовна, арахіс, гума, тютюн, олово.
Етнічний склад: йоруба (на заході), хауса (на півночі), ігбо на сході, а також фульбе розпорошений по всій Західній Африці народ.
Грошова одиниця — найра.
Членство в міжнародних організаціях: член Організації африканської єдності (1963), економічної співдружності країн Західної Африки (1976), Африканського банку розвитку (1964), Організації країн експортерів нафти (ОПЕК, 1971), Асоціації країн виробників олова (1983).

## Історія
На території сучасної Нігерії в різний час існували держави: Адамауа, Зарія, Абуджа, Сокото.

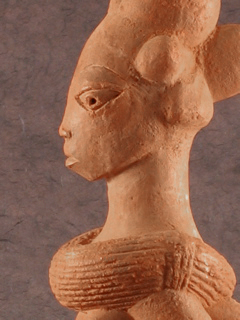
Теракотова статуетка жінки. 48 см.
Культура Нок.1500 до н. е.—900 до н. е.

### Стародавня історія
Найдавніші знахідки викопних решток, знайдені біля міста Акуре в штаті Ондо, свідчать, що перші люди на території сучасної Нігерії з'явилися щонайменше в 9-му тисячолітті до н. е. в палеоліті — так звана культура Іво Елеру (англ. Iwo Eleru). Найдавніші мікроліти та керамічні вироби датовані 4-м тисячоліттям до н. е. були виробленні скотарями саван, та надалі землеробськими культурами. На півдні держави скотарство та землеробство розповсюдилися впродовж 1-го тисячоліття до н. е.
Можливо на території Нігерії перехід від неоліту до залізної доби відбувся оминувши бронзову добу. Найдавніші залізні вироби знайдені в штаті Нігер датуються 2-м століттям до н. е., в часи розквіту культури Нок (900 р. до н. е. — 200 р. н. е.). Культура Нок залишила багато теракотових статуеток, після її зникнення її традиції простежуються в культурі народу йоруба.

### До 1500 року

#### Королівства Сахелю

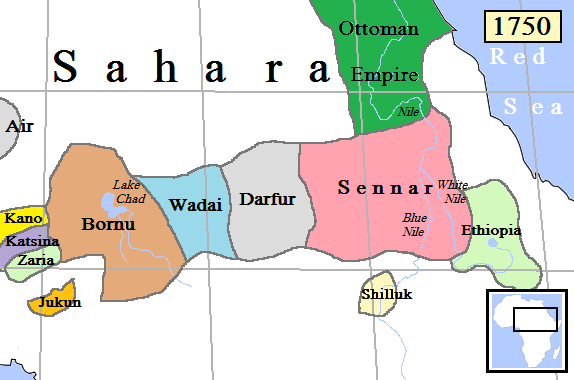
Сахельські королівства. 1750 рік.

Сахель — це саванний край, перехідна зона поміж пісками Сахари на півночі та лісами на півдні. Середньовічні королівства, що виникали в Сахелі вибудовували свій добробут на транс-Сахарській торгівлі. Основною військовою потугою королівств була кіннота, яка була незамінною в умовах саван, проте була слабкою в умовах лісів півдня.

#### Імперія Канем-Борну
Імперія Канем, що виникла на північ від озера Чад у VIII столітті, швидко розповсюдила свій вплив і на територію штату Борно (північний захід Нігерії). Як і більшість королівств Сахелю королівство Канем вело транс-Сахарську торгівлю. Зокрема з півночі на південь продавалися сіль, намиста, тканини, мечі, коней та товари з Середземного моря, у зворотному напрямку — слонову кістку та рабів. 1068 року іслам став офіційним в імперії.
Імперія Канем проіснувала до 1380 року, надалі її спадкоємицею була імперія Борну, яка постала 1385 року, зі столицею в місті Нґазарґаму (штат Йобе). У Борну сформувався як державна нація етнос Канурі. Імперія Борну проіснувала до 1893 року. Через спільну династичну традицію часто Канем-Борну розглядають як єдину державу.

#### Міста-держави Хауса
Королівства народу Хауса існували у формі держав-міст, найбільші з них: Кано та Кацина, інші значні міста: Гобір, Бірам, Заріа, Даура, Кеббі, Замфара. Королівства постали в IX столітті на захід від Канем-Борну та на південь від Малі. Період розквіту припадає на XV століття, коли велася інтенсивна транс-Сахарська торгівля. Держави існували незалежно, часто ворогували, на деякий час були данниками Канем-Борну. Станом на XVI століття іслам був основною релігією.
У перших роках XIX століття Усман дан Фодіо завоював королівства Хауса в рамках джихаду Фулані та заснував халіфат Сокото.

#### Імперія Сонгай
Північний схід Нігерії був під владою імперії Сонгай, яка виникла в IX столітті у середній течії річки Нігер. У XI столітті прийняла іслам. У XVII столітті припинила існування внаслідок навали військ султану Марокко.

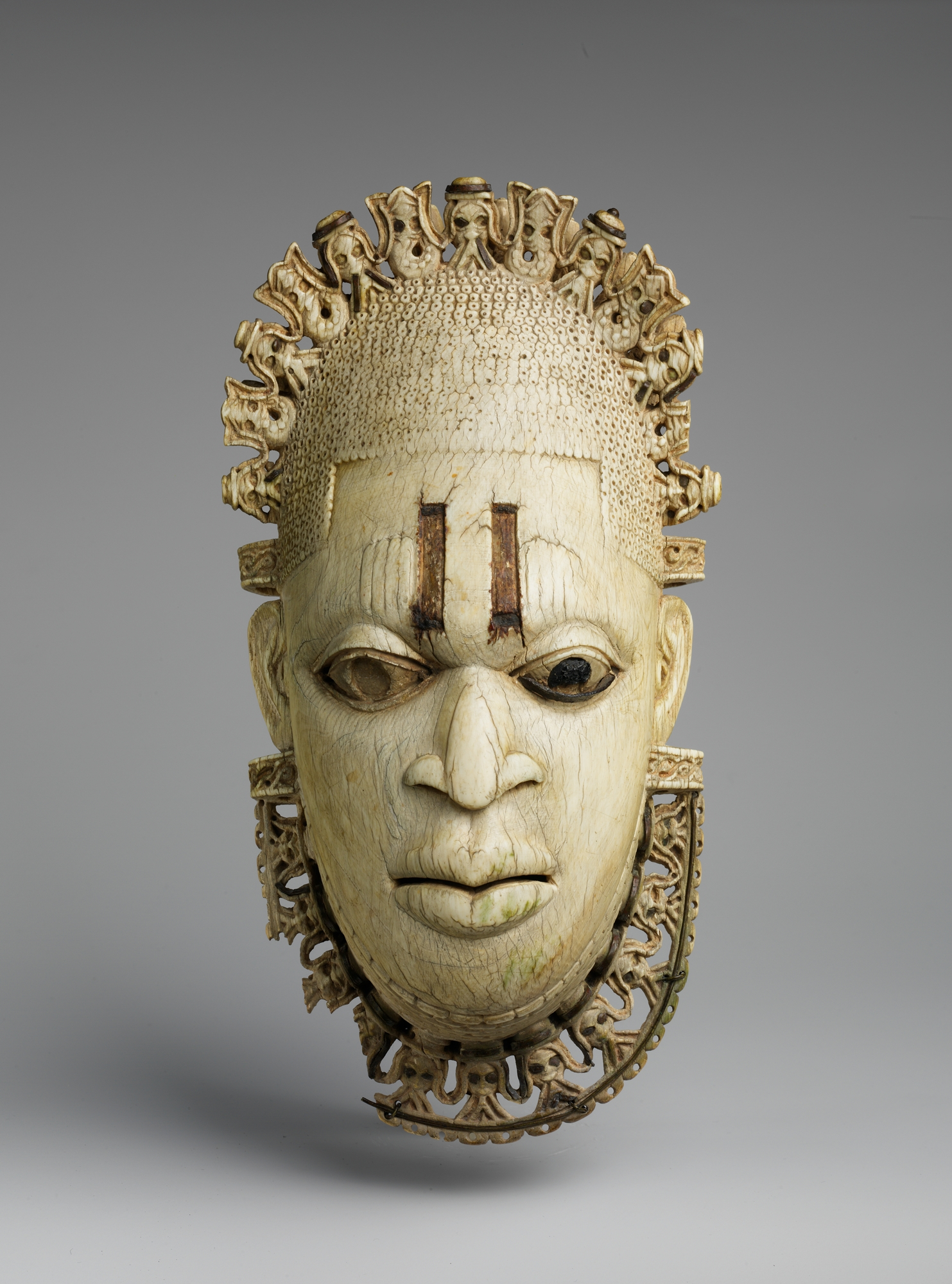
Маска бенінської королеви Ідіа.
XVI ст. Метрополітен музей.

#### Прибережні королівства

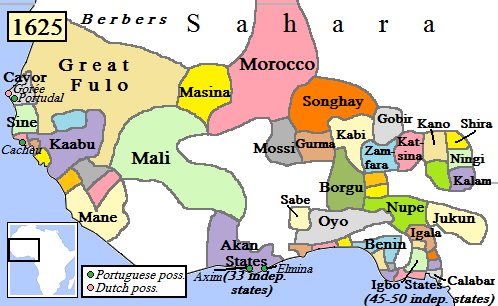
Держави Західної Африки. 1625 рік.

##### Королівство Нрі
Королівство Нрі народу Ігбо постало 948 року на південному заході сучасної Нігерії. 1911 стало частиною Британської імперії.

##### Міста-держави народу йоруба
Місто-держава народу йоруба — Іфе стало відомим у XII столітті та вважається прабатьківщиною народу. За переказами вихідці з Іфе заснували імперію Беніні (на сході від Іфе) та імперію Ойо (на заході).
Імперія Беніні народів йоруба та едо розрослася від міста названого надалі Бенін-Сіті. Імперія проіснувала з 1440 року до 1897 року.
Імперія Ойо постала до XIV століття. Найбільшого розквіту досягла з середини XVI століття. 1682 року завоювала королівство Дагомея, та стала однією з найбільших держав доколоніальної Західної Африки. Імперія володіла територіями нинішніх південного заходу Нігерії та півдня Беніну.

### Контакти з європейцями
У 1472 році на узбережжі Нігерії з'явилися португальці, а в 1553-му і англійці. Тривалий час ці контакти були тільки торговими. Європейці торгували з прибережними королівствами, найбільше з імперією Беніні, яка була в зеніті свого розквіту. Спершу португальці в Беніні головно купували перець, проте згодом акценти змістилися на рабів.
Работоргівля призвела до утворення міст-держав в дельті Нігеру та на південному сході Нігерії, до того там були лише рибальські селища споріднених народів іджо, ефік та ібібіо. Найбільші міста — Бонні, Калабар і Окрика. Міста народу ефік об'єдналися в союз — Старий Калабар.

### Новітня історія
Нігерія здобула незалежність від Англії в межах Співдружності в 1960 році; республікою стала в 1963. Після військового перевороту 1966 відбувся контрпереворот і загибель багатьох людей етносу ігбо на півночі. Конфлікт навколо нафти призвів до оголошення незалежної держави Біафра і громадянської війни 1966—1970 років, під час якої відбулася серія політичних переворотів і контрпереворотів. У 1989 з'явилися дві нові партії. Дев'ять нових штатів було створено до 1991, загальна кількість досягла 30. 1993 року за результатами виборів 1992 президентом став Ібрагім Бабангіда, але пізніше вибори визнали недійсними. У 1993 генерал Сані Абача став прем'єр-міністром, відновив військове правління і розпустив політичні партії.
До часу проголошення незалежності 1 жовтня 1960 Нігерія була федерацією, що складалася з колишньої федеральної столиці Лагоса і трьох великих, великою мірою автономних адміністративних областей: Північної, Західної і Східної. У 1963 з території Західної Нігерії була виділена четверта область — Середньозахідна. Відносно Нігерії затвердилися поняття Північ і Південь, Східна і Західна Нігерія, а також Лагос.

#### Громадянська війна 1967—1970 років
Політичні партії країни перебували під забороною в періоди 1966—1978, 1984—1989 і 1993—1998 років. 1975 року Говона був повалений групою офіцерів під керівництвом Муртали Мухаммеда, який був відомий своїм нетерпимим ставленням до корупції і недисциплінованості, вважається, що оприлюднена і розпочата ним програма боротьби з цими явищами в суспільстві могла б увінчатися гідними результатами, проте сам Мухаммед був убитий в лютому 1976 року при черговій, цього разу невдалій, спробі перевороту, яку організував підполковник Б. С. Дімка. Змінив його Олусегун Обасанджо. Він передав, як і передбачалося спочатку, владу цивільному уряду, який очолив Шеху Шагарі, обраний на цей пост за дуже сумнівних обставин.
У 1979 році була прийнята нова конституція, що поклала початок «другої республіки».
У 1983 році адміністрацію Шагарі, що пов'язла у корупції і деспотизмі, змістила нова група військових, які керували країною потім практично без перерви півтора десятиліття. 1993 року були проведені вибори, проте переміг на них Мошуду Абіоле, етнічний йоруба, військові, переважно представники північних етносів, владу передати відмовилися.

### «Четверта республіка»
1998 року, в період підготовки висунення військового диктатора країни Сані Абача в президенти, Абача помер, а змінив його Абдусалам Абубакар, який усе ж передав владу цивільним. Президентські вибори виграв генерал у відставці, представник християнської громади Олусегун Обасанджо. Було досягнуто міжконфесійного консенсусу, згідно з яким на посту президента повинні змінювати один одного представники мусульманської і християнської общини. Обасанджо пробув на своїй посаді два терміни, і намагався шляхом різних маніпуляцій домогтися внесення змін до конституції, щоб балотуватися на третій термін, але у цьому він не досягнув успіху. Проте новим президентом 2007 року було обрано його ставленика — мусульманина Умару Яр-Адуа.
2003 року стався спалах заворушень у штаті Плато.
2006 року в Нігерії мали місце акти міжобщинного насильства між мусульманами хауса і християнами. Впродовж лютого в сутичках загинуло понад сто осіб. У вересні міжрелігійні зіткнення відбувались у штаті Джигава.
У листопаді 2008 року в місті Джос знову спалахнули заворушення між мусульманами і християнами, жертвами яких стали близько 300 осіб. Приводом для заворушень стала перемога на місцевих виборах мусульманської партії, що представляє інтереси народу хауса.
13 січня 2010 року федеральний суд Нігерії передав віце-президентові країни Джонатану Гудлаку повноваження президента, оскільки раніше обраний президент Умару Яр-Адуа проходив тривалий курс лікування в Саудівської Аравії. 9 лютого 2010 року Сенат Нігерії підтвердив передання повноважень.
У березні 2010 року Джонатан розпустив кабінет міністрів, який дістався йому від попереднього президента і розпочав призначати нових міністрів, чим спричинив невдоволення серед прихильників Умару Яр-Адуа.
У березні 2010 року в результаті кривавих зіткнень між християнами і мусульманами в провінції Плато (Plateau) загинуло більш ніж 500 чоловік.
5 травня 2010 року президент Умару Яр-Адуа помер у віці 58 років у себе на віллі в столиці Нігерії, куди він повернувся в лютому після курсу лікування за кордоном.
6 травня 2010 Гудлак Джонатан склав присягу як новий президент Нігерії. Він залишався на своєму посту до закінчення терміну свого померлого попередника. 16 квітня 2011 року в Нігерії відбулися президентські вибори, перемогу на яких отримав чинний президент Джонатан.

## Культура

### Освіта
Грамотність серед дорослого населення становить близько 50 %, при цьому серед жінок вона дещо нижча — 40 %. Європейська освіта стала доступною для нігерійців у 1830-х роках, коли християнські місіонери створили в Південній Нігерії перші школи, де навчальний процес будувався на тих же принципах, що і в британських школах. Що стосується Півночі, то ще кілька десятиліть тому єдиними загальноосвітніми закладами там були мусульманські школи, головним предметом в яких було вивчення Корану. Хоча зараз в Нігерії існує єдина державна система шкільної освіти, співвідношення дітей, які навчаються в школах на Півночі та Півдні, виглядає явно не на користь мешканців півночі. У 1989 в системі початкової і середньої школи навчалося 48 % дітей відповідного віку. У 1976 в Нігерії було введено обов'язкову трирічну безкоштовну освіту, а в 1992 — шестирічну. У 1991 число учнів початкових шкіл перевищило 13,7 млн осіб, середніх — 3 млн осіб, в університетах і коледжах навчалися 300 тис. студентів.
Нігерійські учні проходять шестирічний курс навчання початкової школи, а потім ще шестирічний курс середньої школи або політехнікуму, розбитий на два трирічних цикли, але не кожен нігерієць отримує можливість навчатися на останній стадії. Для вступу до університету абітурієнт повинен мати сертифікат або ж його еквівалент про закінчення коледжу або іншого аналогічного закладу, але особливо обдаровані випускники середніх шкіл можуть бути зараховані на чотирирічний курс навчання.
Найстаршим в Нігерії є Ібаданський університет, заснований у 1948 році. До 1991 року в країні було 30 інших університетів, розташованих в 28 містах, майже кожен штат мав власний університет.

### Культурна спадщина
Традиційні культури Нігерії відчували і відчувають натиск іноземних культур. Мусульмано-арабський вплив обмежився межами Північної Нігерії і нині став органічним елементом культурних традицій цього регіону. Південь став ареною експансії європейської культури та християнства, що не раз призводило до гострих конфліктів з традиційною системою цінностей і поглядів.
Дві культурні пам'ятки Нігерії, культурний ландшафт Сукур та Священний гай Осун-Осогбо, належать до Світової спадщини ЮНЕСКО. Ще дванадцять об'єктів є кандидатами на отримання такого статусу.

### Образотворче мистецтво і музика
Стародавнє мистецтво Нігерії отримало загальносвітове визнання завдяки таким шедеврам, як теракотові і бронзові вироби Іфе пов'язані з X—XI ст., І творам бенінськими майстрів з бронзи і слонової кістки, що датуються 15 ст. Давні традиції продовжують втілюватися в скульптурах, масках і орнаментах. Серед найвідоміших нігерійських скульпторів — Бен Енвонву і Фелікс Ідубор. З середини 1950-х років у країні спостерігався своєрідний ренесанс традиційного мистецтва, що знайшло відбиття в графіці, скульптурі і живопису сучасних майстрів.
Зародження нігерійського комерційного кінематографа відноситься до 1971, коли на екрани країни вийшов фільм Урожай Конго, створений місцевою кінокомпанією за п'єсою Волі Шоїнка.
Сучасна нігерійська музика — це продовження давніх виконавських традицій. В інструментальній музиці, як і раніше робиться наголос на ритміку і синкопи. Нігерійська пісня характеризується великою експресією і часто призначена для хорового виконання і театральних вистав. У незалежній Нігерії танцювальна музика стилю «хайлайф» Нігерії незалежного періоду звільнилася від засилля труби і саксофона; в ній більше стали використовуватися барабан і екве, місцевий дерев'яний ударний інструмент, традиційний «розмовляючий барабан». Нігерія вважається серцем афробіту (Afrobeat). В середині 1980-х років нігерійські музиканти стали впливати на світову поп-музику, це пов'язано насамперед з творчістю Кінга Санні Аде і його музики в стилі Джуджа. Кінг Санні Аде перший нігерієць, що підписав контракт з великим західним лейблом (а саме Island records). Можна також згадати Фела Куті, Віктора Увейфо, Орландо Джуліуса, Тіву Саведж, Візкід (Wizkid).

### Преса, радіо і телебачення
Перші нігерійські газети вийшли в Лагосі в 1830-ті роки. У 1991 в країні видавалося, головним чином англійською мовою, близько 25 щоденних газет і 18 тижневиків. Серед офіційних періодичних видань — газети «Дейлі таймс» в Лагосі, «Дейлі скетч» — в Ібадані, «Нью найджиріен» — в Кадуні. Найбільшою популярністю в країні користується «Дейлі таймс», разовий тираж якої в 1991 становив 400 тис. примірників. Серед приватних газет слід згадати «Панч», що видається в Ікедже, «Найджиріен обсервер» — в Беніні і «Найджиріен трибюн» — в Ібадані. Основні журнали: суспільно-політичний журнал «Квест» і розраховані на масового читача «Драм» і «Хедлайнз». В системі Інтернет можна ознайомитися зі змістом таких газет і журналів, як «Вангард», «Гардіен», «Пост-експрес», «Абуджа тудей» і «Тудей».
Заснована в 1957 Нігерійська радіокорпорація належить державі і має в своєму розпорядженні радіостанції у всіх головних містах країни. Мовлення ведеться англійською і 12 африканськими мовами. Телемовлення знаходиться під контролем Національного управління по телебаченню.

## Географія. Природа

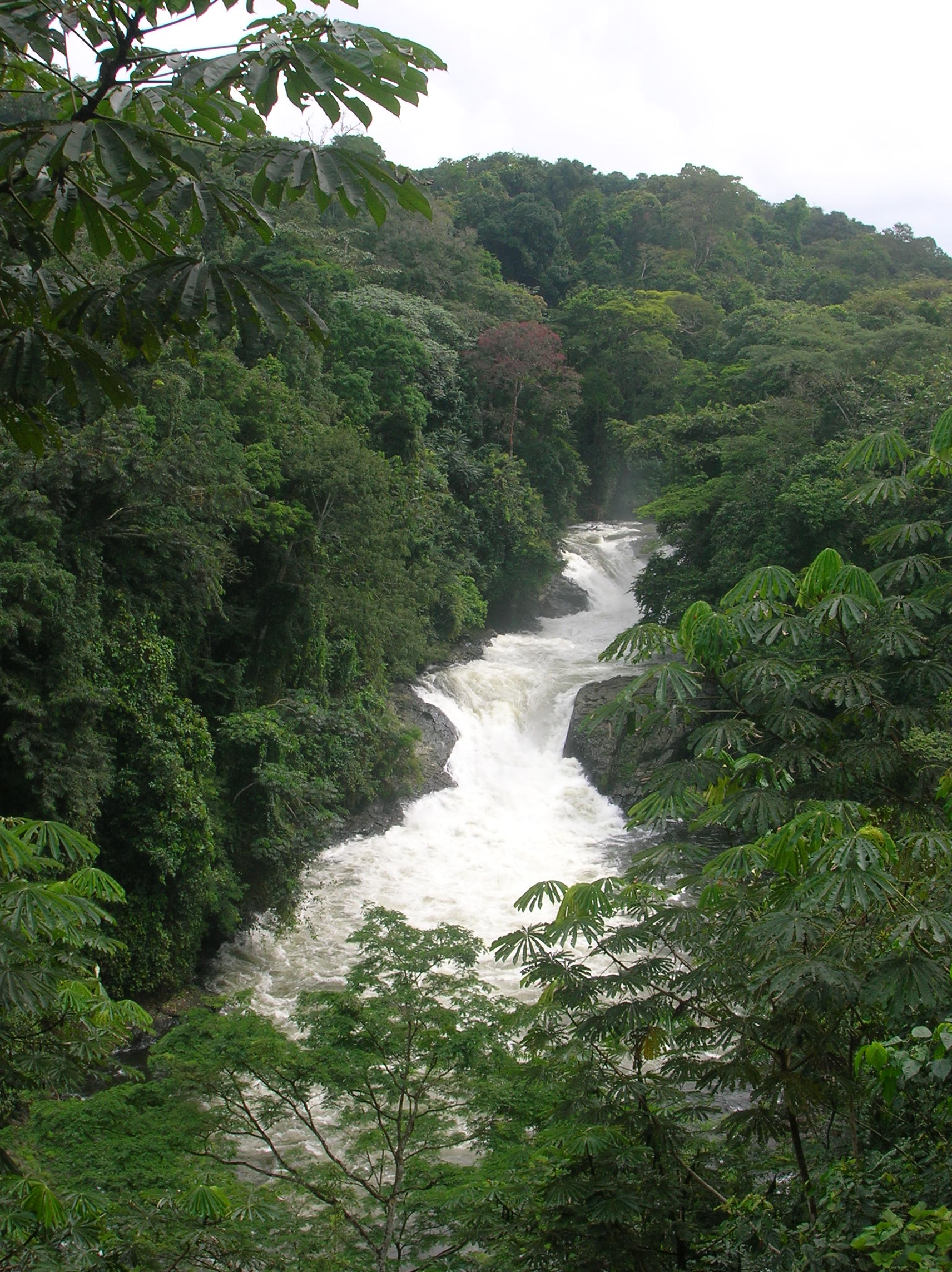
Водоспад на річці Крос.

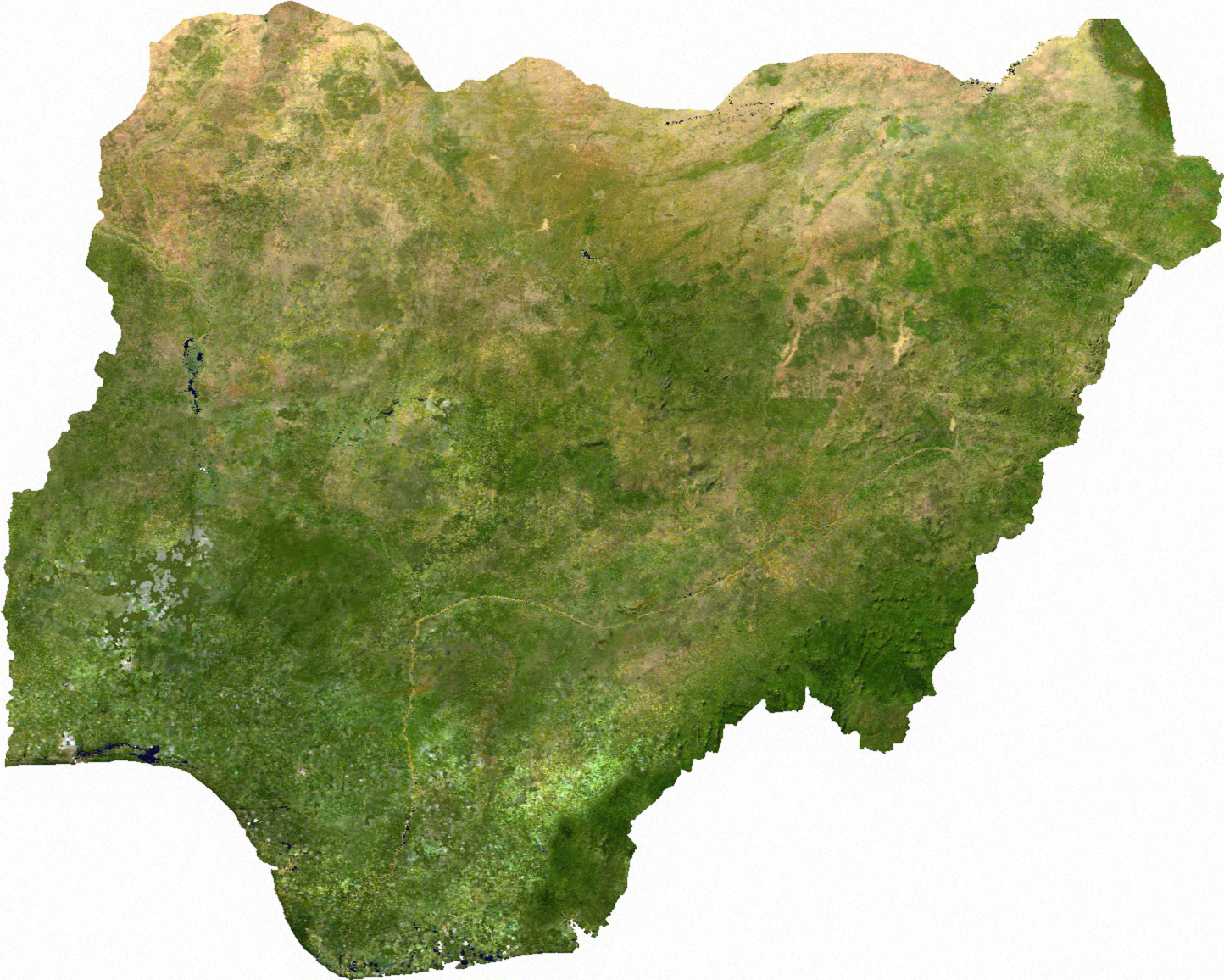
Світлина Нігерії з супутника.

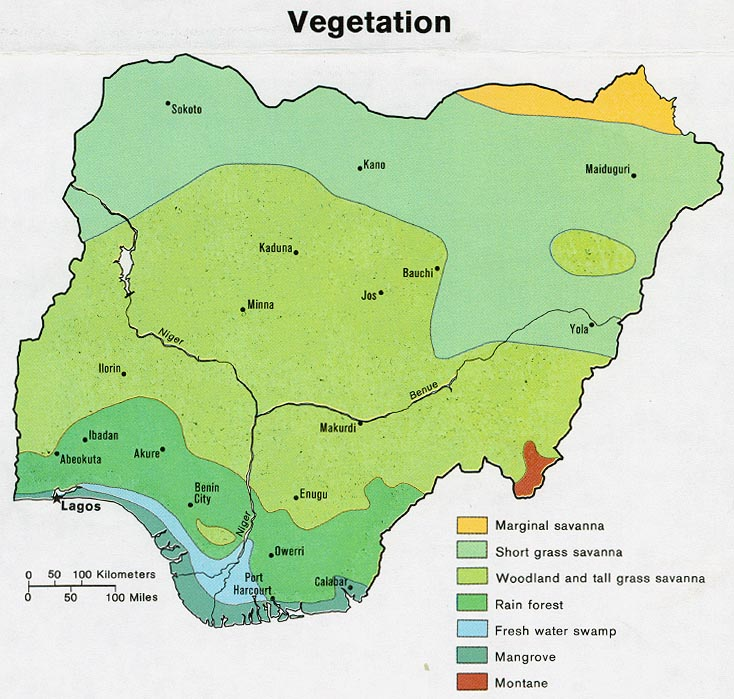
Рослинність Нігерії

Територія країни розчленована на великі блоки долинами річок Нігер і Бенуе і відділена від океану вузьким поясом прибережних боліт. Ширина цього пояса не перевищує 16 км, за винятком дельти Нігера, де вона досягає 97 км.
Вздовж узбережжя Ґвінейської затоки розташована хвиляста Приморська рівнина, яка на півночі поступово підвищується і переходить в ступінчасте плато.
Складна мережа лагун і протоків, розташованих за бар'єром піщаних пляжів, утворює систему захищених мілководних шляхів, по яких невеликі судна можуть пройти від кордону з Беніном на заході до кордону з Камеруном на сході без виходу в океан. В глибині країни чітко виділяються уступ Нсукка-Окігві, що підіймається над долиною річки Крос, плато Джос і Біу, а також гори Адамава. Здебільшого полога поверхня плато, складеного кристалічними породами на півночі і заході країни і пісковиками на сході, в багатьох місцях поцяткована острівними горами (інзельберґами), тобто скелястими останцовими горбами з крутими схилами. На північному сході поверхня поступово знижується у бік озера Чад. На північному заході плато переходить в рівнину Сокото, на півн.-сході — в рівнину Борну. Клімат екваторіальний. Головна річка країни — Нігер з притокою Бенуе.

## Економіка
Нігерія — аграрна країна з розвиненою нафтодобувною промисловістю. Основні галузі економіки: гірнича (зокрема нафтова), деревообробна, текстильна та легка промисловість, хімічна, конструктивних матеріалів, сталеливарна. Транспорт: автомобільний, залізничний, морський, повітряний. Головні морські порти — Лагос, Порт-Харкорт, Бонні, Варрі. У галузі повітряних перевезень, крім державної компанії «Найджиріа ейруейз», працюють приватні авіакомпанії, зокрема «Кабо ейрлайнз» і «Окада ейр». До аеропортів міжнародного значення в Лагосі і Кано додалися аеропорти такого ж класу в Харкорті, Ілорині (поблизу Лагосу), Калабарі, Майдугурі і новій федеральній столиці Абуджі. Окрім того, 11 аеропортів обслуговують тільки внутрішні авіалінії.
За даними [Index of Economic Freedom, The Heritage Foundation, U.S.A. 2001]:
ВВП — $ 31 млрд.
Темп зростання ВВП — 1,8 %.
ВВП на душу населення — $256.
Прямі закордонні інвестиції — $ 807 млн.
Імпорт (продовольство, споживчі товари короткочасного користування, промислова сировина, машини і обладнання, транспортні засоби) — $ 15 млрд (г. ч. Велика Британія — 13,2 %; Німеччина — 11,8 %; США — 11,4 %; Франція — 5,7 %).
Експорт (нафта — понад 90 % експорту, какао-боби, пальмові ядра, каучук) — $ 13 млрд (г. ч. США — 35 %; Іспанія — 10,0 %; Індія — 8,7 %; Франція — 3,9 %).

### Економічна історія
Економічна історія Нігерії завжди була тісно пов'язана із зовнішньою торгівлею, зокрема, транссахарською караванною торгівлею у Середньовіччі та трансатлантичною работоргівлею з XVII ст. до початку XIX ст. Однак сучасна економіка Нігерії веде свій родовід від торгівлі пальмовою олією, яка на початку XIX ст. витіснила работоргівлю і поклала початок експорту нігерійської сировини в обмін на імпорт британських промислових товарів. Торгівля пальмовою олією принесла багатство і процвітання населенню міст-держав дельти Нігеру і району Калабар. Історія зберегла імена розбагатілих на цій торгівлі Джа-Джа, правителя міста-держави Опобо, і Ейямби, правителя державного утворення Калабар.
У період з першого десятиліття XX ст. і аж до початку громадянської війни 1967—1970 експорт диверсифікувався. Після 1953 експорт какао й арахісу став приносити більше доходу, ніж експорт пальмової олії. У XX ст. важливими статтями експорту стали бавовна, каучук, олово, деревина, шкури та шкіра. У 1958 почався експорт сирої нафти, і за десять років вона перетворилася на головне джерело валютних надходжень Нігерії. Після закінчення громадянської війни частка сільськогосподарської продукції в експорті зменшилася. Це пояснювалося різким збільшенням експортних надходжень від продажу сирої нафти й збільшенням внутрішнього споживання на тлі падіння виробництва деяких культур. 1971 року Нігерія вступила в ОПЕК. До 1972 року країна вже не могла забезпечити себе пальмовою олією, бавовною й арахісом. У цій ситуації уряд був змушений дозволити ввіз у Нігерію пальмової олії. Після закінчення в 1970 році громадянської війни нафта стала приносити левову частку державних надходжень: у 1970 вона становила 20 %, а в 1980 — уже 90 %. Потім доходи від продажу нафти стали падати, що пояснювалося насиченням світового ринку, пошуком альтернативних джерел енергії та двома світовими економічними спадами. Уряд вжив ряд заходів для збільшення виробництва експортних сільськогосподарських культур.
Протягом 20 ст. і особливо після проголошення в 1960 незалежності в Нігерії розвивалося власне промислове виробництво. Крім підприємств по первинній переробці сільськогосподарської сировини, таких як олійниці, що виробляють арахісову, бавовняну та пальмову олію, були створені оловоплавильний завод, підприємства по виробництву крепу (натурального каучуку) з латексу, лісопильно-фанерні комбінати, а також автоскладальні цехи, що працюють на привізних деталях. З 1975 року найважливішою галуззю промисловості стала переробка нафти. Підприємства інших галузей робили споживчі товари, що заміщали імпорт — пиво, мило, цукор, взуття та набивні бавовняні тканини. Були побудовані нафтохімічні комплекси у Варрі і Кадуні, де вироблялася сировина, необхідна для роботи багатьох місцевих підприємств, які через брак сировини змушені були або закриватися, або проводити масові звільнення персоналу.
У період 1950—1960 щорічні темпи росту нігерійської економіки становили 4-5 %. Їх помітне уповільнення відбулося після політичної кризи 1966 і в роки громадянської війни 1967—1970. Блокада східних штатів, що проголосили себе Республікою Біафрою, і закриття Порт-Харкорта призвели до згортання виробництва, внутрішньої й зовнішньої торгівлі. Війна мала не тільки негативні наслідки: національна економіка стала більш самодостатньою. Економічне зростання відновилося в післявоєнний період, коли стали збільшуватися доходи від продажу нафти. У 1970—1978 він становив у середньому близько 6 % на рік. Після 1978 року економіка Нігерії характеризувалася крайньою нестабільністю, національний дохід зменшився, особливо після того, як з 1982 року закрилися сотні промислових підприємств, що працювали на імпортній сировині.

### Національний дохід
У 1997 році валовий внутрішній продукт (ВВП) Нігерії оцінювався в 52,8 млрд дол, або бл. 440 дол на душу населення. У 1977—1997 рр. приріст ВВП становив 1,7 % на рік, але в розрахунку на душу населення намітилася тенденція до його зниження. На початку 1990-х ВВП країни скоротився, оскільки зберігався на світовому ринку високий курс найри в умовах політичної нестабільності робив невигідним імпорт багатьох товарів. Продукція сільського господарства складала ок. 1/3 ВВП, гірничодобувної (у першу чергу видобутку нафти) промисловості — трохи менше, обробній промисловості — 10 %, решта припадало на сферу послуг, в тому числі надаються державою. Про темпи інфляції свідчать такі цифри: у 1980-ті роки купівельна спроможність найри зменшувалася в середньому на 14 % на рік, а в кожний з наступних трирічних періодів — більш ніж на 50 %. Але до кінця 1990-х спостерігалося уповільнення темпів інфляції від 29,3 % в 1996 до 10,5 % в 1997 р.

### Сільське господарство
Досі більшість нігерійців (на 1989 р. близько 65 %) працюють у селянських сімейних домогосподарствах, забезпечуючи себе харчовими продуктами і вирощуючи на продаж одну чи кілька товарних культур. Швидке зростання міського населення і захоплення сільського населення деяких районів, наприклад йорубської зони какао, вирощуванням технічних культур привели до недостачі продовольства, причому не тільки в містах, але і в сільській місцевості.
Основні продовольчі культури Півдня і Середнього поясу: рис і кукурудза. У північних районах обробляють сорго, просо та рис. У цій частині країни розвинене тваринництво. Маніок, томати і бобові вирощують на території всієї країни, а цибулю — у районах лугів і пасовищ, наприклад у басейні оз. Каїнджі, використовуючи для цієї мети зрошувані землі. Для виробництва продовольчих культур характерне вирощування змішаних культур на земельних ділянках, площа яких на півдні рідко перевищує 0,4 га, а в районах лугів і пасовищ півночі — 1,2 га. Селянський земельний наділ складається, як правило, з декількох ділянок, що знаходяться в різних місцях. На заливних землях по берегах великих річок у північних штатах застосовується примітивне зрошення. Терасове рільництво збереглося на схилах, де в часи набігів за рабами і міжусобних воєн споруджувалися сторожові вежі. Поблизу великих міст розвинене товарне садівництво. Сприятливі кліматичні умови в районі Лагоса дозволяють збирати два врожаї. Кава, тютюн та горіхи кола вирощуються для продажу на внутрішньому ринку; бавовна, пальмова олія, арахіс і каучуконоси — для внутрішнього ринку і на експорт, а какао-боби — тільки на експорт.
У 1952—1970 рр. швидко росло виробництво каучуку, какао-бобів та пальмової олії на плантаціях. Однак до 1970-х років ентузіазм, пов'язаний з плантаційним сільськогосподарським виробництвом став згасати, оскільки більша частина державних плантацій виявилися збитковими, а деякі з них довелося закрити. У 1980—1983 рр. під час реалізації урядової програми були відновлені деякі з раніше створених а потім закритих плантаційних господарств і створені нові, а завдяки фінансовій допомозі Всесвітнього банку були закуплені і роздані дрібним селянам якісніші саджанці. У 1985 на плантаціях вироблялося менш ніж 5 % нігерійських какао-бобів, пальмової олії і каучуку.
Уряд став ініціатором реалізації декількох амбіційних і надзвичайно дорогих іригаційних проєктів. Найзначніші серед них — проєкт Баколорі у шт. Сокото, що передбачає зрошення 40 тис. га, проєкт Південний Чад у шт. Борно — 66 тис. га і проєкт Каїнджі-Дам — 20 тис. га в районі штучного водоймища Каїнджі.

### Рибальство
У 1970-х — початку 1980-х років загальний вилов риби щорічно становив близько 500 тис. т, але до 1990 р. зменшився вдвічі. При швидкому зростанні чисельності населення риба стала набагато менш доступною для простих нігерійців. Після того як у багатьох штатах були створені рибні господарства, вилов риби у внутрішніх водах склав близько 40 % загального улову.

### Лісове господарство
Приблизно 90 % заготовленої в Нігерії деревини використовується як паливо для приготування їжі, хоча створені лісові господарства, що спеціалізуються на виробництві пиломатеріалів, балансової деревини і стовпів для ліній електропередач. В аридних зонах штатів Кану, Сокото і Борно створені пояси лісопосадок, щоб зупинити наступ пустелі Сахара й забезпечити сприятливі умови для випасу худоби. У безлісних районах лугів і пасовищ ведуться лісовідновлювальні роботи з метою захисту водозбірних площ і боротьби з ерозією ґрунту. Заготівля деревини на експорт і для внутрішнього споживання ведеться в тропічних лісах, що займають площу 133,7 тис. км², з яких 21 тис. км² є частиною державних лісових заповідників.

### Гірничодобувна промисловість
Корисні копалини забезпечують значну частину національного доходу Нігерії. Першою експортною продукцією гірничодобувної промисловості Нігерії була олов'яна руда і вугілля. Видобуток на плато Джос з 1904 каситериту, олов'яної руди, завжди перебувала в руках приватних компаній, а видобуток вугілля в районі Енугу — під контролем центрального уряду. Видобуток каситериту і супутнього мінералу колумбіту (руди ніобію) проводиться відкритим способом. Після введення в експлуатацію в 1962 оловоплавильного заводу велика частина олова експортується у вигляді злитків. Після 1960 у зв'язку з переведенням залізниць на дизельне паливо і появою дешевших і екологічно чистих нафтопродуктів почалося згортання видобутку вугілля.
З 1970 року нафта стала основою сировинної бази гірничодобувної промисловості Нігерії. Родовища нафти були виявлені на шельфі, в районі дельти р. Нігер і в басейні р. Анамбри. Основні райони нафтовидобутку розташовані навколо Порт-Харкорта в дельті р. Нігер і в Угеллі, але в перспективі перевага буде віддаватися розробці шельфових родовищ і родовищ в гирлі р. Кросс. У 1979 був досягнутий рекордний рівень нафтовидобутку — 114 млн т, але за рішенням ОПЕК, зацікавленої в збереженні високих цін на нафту, до 1983 квота Нігерії була визначена на рівні всього 61 млн т на рік. Прагнучи збільшити валютні надходження, Нігерія нарощувала обсяги нафтовидобутку, але на початку 1990-х років світові ціни продовжували залишатися на низькому рівні. У 1991 Нігерія займала восьме місце серед найбільших світових нафтовиробників, і доходи від продажу нафти становили 96 % експортних надходжень. На початку 1990-х років Нігерія мала три повністю автоматизовані нафтові термінали — в Бонні, Варрі і брасом.

### Промисловість
У Нігерії розвинені традиційні ремесла, особливо ткацтво, гончарство й різьблення по дереву. У стародавньому м. Беніні ремісничі гільдії досі контролюють різьблення по слоновій кістці й дереву та виготовлення залізного начиння. По всій Нігерії продаються прикрашені орнаментом шкіряні і розшиті текстильні вироби, завдяки яким у часи работоргівлі центр їх виготовлення м. Канев стало відоме в Західному Судані і Середземномор'ї. Ремісники працюють у невеликих майстернях або на верандах будинків. Продукція нігерійських ремісників (різьблені калебаси з Ойо, бенінські фігурки з бронзи і ебенового дерева, плетені з рафії вироби з Ікот-Екпене і розшиті тканини з Аквете і Ісеїни) стала користуватися зростаючим попитом у туристів, у тому числі афроамериканців, а також місцевої еліти.
На початку 1990-х років у структурі обробної промисловості Нігерії ключову роль грали галузі, що виробляють харчові продукти та напої, текстиль, нафтопродукти. Понад 90 % всієї промислової продукції припадало на товари народного споживання. Велике промислове виробництво сконцентровано навколо Лагоса. Інші промислові центри — Порт-Харкорт, Аба, Енугу, Кано і Кадуна. У Лагосі, Кадуні, Ібадані і Енугу діють заводи по збірці транспортних засобів з імпортних деталей. Серед інших великих промислових підприємств, в яких уряду належить контрольний пакет акцій — металургійний комбінат у Аджаокута неподалік від Локоджі, металургійний завод в Аладжа поблизу Варрі, сталепрокатні заводи в Ошогбо, Джосі і Каціну, целюлозно-паперові фабрики в Оку-Ібоку, поблизу Калабара, і в Івопіне, неподалік від Іджебу-Оде. У 1988 на базі нафтопереробного заводу в Каціну і в Екпане, поблизу Варрі, було створено нафтохімічне виробництво, а неподалік від Порт-Харкорта став до ладу великий завод з виробництва азотних добрив, частково субсидований Експортно-імпортним банком США.

### Енергетика
Майже 60 % спожитої в Нігерії енергії отримують з деревини і деревного вугілля, 30 % — з нафти і 11 % — з природного газу. Частка кам'яного вугілля і гідроелектроенергії незначна. За десятиліття споживання природного газу збільшилася втричі, деревини — на 20 %.

### Внутрішня торгівля
На внутрішніх ринках країни ведеться жвава торгівля харчовими продуктами, ремісничими виробами, промисловими товарами зарубіжного і вітчизняного виробництва. Після закінчення громадянської війни різко пожвавилася торгівля продовольством, включаючи бобові, ямс, цибулю, сушену рибу і рис.
Доставка товарів здійснювалась залізницями й автомобільними дорогами, а також річковим транспортом — катерами та човнами. Найбільшим центром гуртової та роздрібної торгівлі продовольчими та імпортними споживчими товарами є величезний сучасний ринок в Оніча, зруйнований в період громадянської війни, а потім відновлений. Інші важливі центри торгівлі — Аба, Кано і Ібадан. Найбільші міста розташовують універсальними магазинами і великими ринками просто неба, а в центрах сільських районів і вздовж магістралей у міських зонах раз у раз зустрічаються невеликі торгові лавки. У сільській місцевості багато сезонних ринків, де приїжджі скупники-оптовики скуповують у селян їхню продукцію (продовольство або експортні культури) з метою перепродажу. В йорубських районах роздрібну торгівлю харчовими продуктами місцевого виробництва та промисловими споживчими товарами ведуть і контролюють жінки. В інших частинах країни жінки, як правило, займаються торгівлею сільськогосподарською продукцією, а чоловіки — торгівлею промисловими товарами.

### Зовнішня торгівля
Домінуюче положення в структурі експорту займає нафта, її частка в експортних надходженнях склала в 1995 бл. 96 %. Тому коли відбувається падіння світових цін на нафту, зменшуються валютні надходження, і країна виявляється не в змозі оплатити імпорт необхідних товарів. Коли в 1980 ціни і попит на нафту досягли рекордно високого рівня, загальна вартість експорту Нігерії склала 25,7 млрд дол При витратах на імпорт в 16,4 млрд дол, активне сальдо торгового балансу досягло 9,3 млрд дол в 1997; коли ціни і попит на нафту впали, експортні надходження знизилися до 15,9 млрд дол, а витрати на імпорт — до 12,8 млрд дол Товарообіг зазвичай має позитивне сальдо, однак з 1960 в середньому кожен другий рік Нігерія зводить свій платіжний баланс з дефіцитом через виплати на обслуговування зовнішнього боргу і витоку валюти за кордон. Інші великі статті експорту — какао-боби, пальмові ядра, каучук. У структурі імпорту переважають продовольство, споживчі товари короткочасного користування, промислова сировина, машини й устаткування, транспортні засоби. Британія залишається головним торговельним партнером Нігерії, але не купує нафту, основним споживачем якої є США. Інші важливі торговельні партнери — Франція, Німеччина, Нідерланди, Італія та Іспанія.

### Фінанси і банківська справа
Емісія нігерійської грошової одиниці, найри, здійснюється Центральним банком Нігерії. У 1992 в країні функціонували 120 банків, 20 з них контролювалися державою. Більшість банків було створено завдяки політиці лібералізації економіки, яку проводив режим Бабангіда наприкінці 1980-х і початку 1990-х років. До 1994 стало очевидно, що багато з них неплатоспроможні. Для розслідування зловживань у банківському секторі рішенням уряду був сформований спеціальний трибунал у справах збанкрутілих банків, який у кінцевому підсумку пред'явив ряду найвпливовіших банкірів Нігерії обвинувачення в корупції.
Державні фінанси. Федеральний уряд оплачує більшу частину витрат нігерійських штатів. У 1992 бюджети майже всіх штатів більш ніж на 60 % складалися з надходжень з федерального бюджету. Державні доходи розподілялися так: 55 % прямували до федерального бюджету, 30 % — до бюджетів штатів і 15 % — до місцевих бюджетів.
Основними джерелами надходжень до федерального бюджету були доходи від експорту продукції гірничодобувної промисловості і платежі за право розробки надр країни (бл. 80 % всіх бюджетних надходжень), а також прямі податки, в тому числі імпортні та експортні мита і акцизні збори. Основні статті федеральних витрат: обслуговування зовнішнього боргу, бюджетні асигнування штатам і зміст федерального управлінського апарату. Із закінченням нафтового буму різко збільшилася зовнішня заборгованість Нігерії — з менш 5 млрд $ в 1981 майже до 40 млрд $ в 1998. Виплати відсотків за цим гігантського боргу і бюджетний дефіцит негативно позначаються на темпах модернізації країни.

### Азартні ігри
Азартні ігри в Нігерії регламентовані дуже посередньо. Хоча існує місцевий закон про азартні ігри, в країні діє багато нелегальних казино. Легальні наземні казино розташовані у двох найбільших містах. Найбільшим казино є Federal Palace в однойменному готелі в столиці країни — Лагосі. Закон Нігерії зосереджується на заходах щодо зменшення відмивання грошей та запобіганню незаконним азартним іграм.

## Транспорт і зв'язок
До початку 20 ст., коли стали розвиватися автомобільний і залізничний види транспорту, основними транспортними артеріями були річки Нігер, Бенуе і Крос. У ті часи Північ був краще забезпечений транспортними засобами, ніж Південь. На узбережжі було багато невеликих примітивних портів, але з часом багато хто з них були закриті, і головними портами стали Лагос і Порт-Харкорт. Завершення в 1965 робіт з реалізації проєкту Ескравос-Бар дало змогу океанським судам приймати вантажі в повному обсязі в бенінськими портах сапели, Варрі і Буруто. Розвиток нафтовидобувної промисловості привело до відродження порту в Бонні, який поряд з Буруто є нафтовим терміналом. Під час громадянської війни, коли Порт-Харкорт перебував у блокаді, порт Варрі став головним портом, обслуговуючим нафтову промисловість дельти р. Нігер. Перевантаженість Апапа (Лагоса) і Порт-Харкорта, викликана збільшенням зовнішньоторговельних операцій, стимулювала модернізацію портів Калабар, Варрі, сапели і Буруто і будівництво десятирівневого океанського терміналу в портовому районі Лагоса Тин-Кан-Айлендс, острові поблизу Лагоса.
Країна має 3505 км вузькоколійних залізниць. Дві основні залізничні магістралі: Західна (Лагос — Нгура) і Східна (Порт-Харкорт — Майдугурі) проходять через малонаселений і відносно промислово нерозвинений район середнього пояса.
Велика частина доріг з твердим покриттям пролягає по території декількох штатів і з'єднує райони, де здійснюються першорядні урядові проєкти розвитку, а також столиці штатів з адміністративними центрами провінцій. У 1978 почалася експлуатація першої швидкісної автомагістралі Лагос — Ібадан. У 1980 р. аналогічна траса зв'язала Лагос з Беніном, а трохи пізніше було споруджено чотирирядні шосе Порт-Харкорт — Енугу і Енугу — Оніча.
Крім державної компанії «Найджиріа ейруейз», працюють приватні авіакомпанії, зокрема, «Кабо ейрлайнз» і «Окада ейр». До аеропортів міжнародного значення в Лагосі і Кано додалися аеропорти такого ж класу в Порт-Харкорт, Ілорині (поблизу Лагоса), Калабаре, Майдугурі і нової федеральної столиці Абуджі. Крім того, 11 аеропортів обслуговують тільки внутрішні авіалінії. Міжнародна і внутрішня телефонна та телеграфний зв'язок перебуває у віданні «Найджиріен телекомунікейшнз лімітід», що є напівкомерційний структурою Міністерства зв'язку.

## Екологія
Нігерія входить до десяти країн світу, які є найбільшими викидниками метану. 2 листопада 2021 року, на кліматичному саміті у Глазго, країна підписала декларацію про скорочення викидів метану. Відповідно до якої до 2030 року країна зобов'язана зменшити викиди метану на 30 %.

## Адміністративний поділ

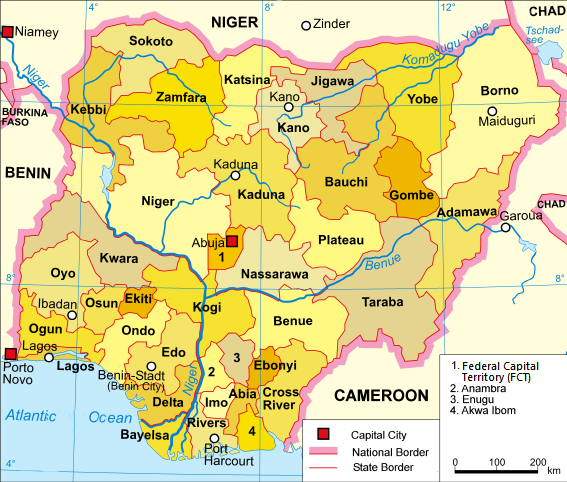
Адміністративна мапа Нігерії.

Нігерія є федеративною республікою та поділяється на 36 штатів (англ. state) і одну федеральну столичну територію зі столицею Абуджа. Своєю чергою до регіонів першого рівня входить 774 території місцевого управління.
Штати Нігерії:
| 1. Абія (Abia) 2. Адамава (Adamawa) 3. Аква-Ібом (Akwa Ibom) 4. Анамбра (Anambra) 5. Баучі (Bauchi) 6. Баєлса (Bayelsa) 7. Бенуе (Benue) 8. Борно (Borno) 9. Крос-Ривер (Cross River) 10. Дельта (Delta) 11. Ебоньї (Ebonyi) 12. Едо (Ẹdo) 13. Екіті (Ekiti) | 1. Енугу (Enụgụ) 2. Гомбе (Gombe) 3. Імо (Imo) 4. Джигава (Jigawa) 5. Кадуна (Kaduna) 6. Кано (Kano) 7. Кацина (Katsina) 8. Кеббі (Kebbi) 9. Когі (Kogi) 10. Квара (Kwara) 11. Лагос (Lagos) | 1. Насарава (Nassarawa) 2. Нігер (Niger) 3. Огун (Ogun) 4. Ондо (Ondo) 5. Осун (Ọsun) 6. Ойо (Ọyọ) 7. Плато (Plateau) 8. Риверс (Rivers) 9. Сокото (Sokoto) 10. Тараба (Taraba) 11. Йобе (Yobe) 12. Замфара (Zamfara) |  |

Федеральна столична територія:
1. Абуджа (Abuja)

## Державний устрій і політика
Федеративна президентська республіка Нігерія виникла на початку 1960-х років. За взірець для політичного устрою молодої держави було взято устрій Сполучених Штатів.
В Нігерії Президент є главою держави та виконавчої гілки влади. Чинний Президент — Ґудлак Джонатан. Обіймав посаду віце-президента з 2007 року, проте у зв'язку з хворобою тодішнього Президента — Умар Яр'Адуа, на початку 2010 року Ґудлак став виконувачем обов'язки Президента, а 6 травня 2010 року був приведений до присяги як Президент через смерть Умара.
Парламент Нігерії двопалатний — Національна Асамблея Нігерії, що складається з верхньої палати — Сенат Нігерії та з нижньої палати —Палата Представників Нігерії.

### Історичний фон
Політичний розвиток Нігерії визначався такими факторами.
Нерівномірність розвитку Півночі і Півдня. Народи Нігерії були об'єднані під британським колоніальним управлінням в 1914. Однак це об'єднання було багато в чому формальним, оскільки Північ і Південь були дуже різними в соціально-політичному відношенні регіонами, і колоніальна адміністрація навмисно прагнула розвивати Південь та ігнорувала Північ. Після 1914 року розрив в економічному, культурному і технологічному розвитку двох частин країни ще більше збільшився. Цей дисбаланс сприяв виникненню підозрілості і конфліктів між політичними лідерами Півночі і Півдня. Мешканці півночі побоювалися домінування жителів розвиненіших південних районів, а жителі півдня боялися гегемонії більшого за територією та чисельністю населення Півночі. Страхи обох сторін вилилися в боротьбу за контроль над федеральним урядом і вимоги політиків Півдня адміністративно розділити Північ.
Міжнаціональні протиріччя. Побоювання щодо встановлення тих чи інших народом свого панування не обмежувалися конфліктом Півночі і Півдня. Англійські колоніальні влади мало що робили для створення загальнонігерійської спільності. Лише в 1946 було засновано Законодавча рада, куди входили виборні представники всіх районів Нігерії, і у її мешканців з'явилася можливість відчути себе нігерійцями. Постійну загрозу єдності країни представляли конфлікти між основними етнічними групами — хауса і фульбе, йоруба і тому що, а також між ними та регіональними етнічними меншинами.

### Кінець системи федералізму
У політичній системі, створеній при переході Нігерії в 1960 до незалежності, повинні були уживатися ідеї паннігерізму і регіональні інтереси. Передбачалося, що рівновага буде досягнуто завдяки встановленню федерального державного устрою, при якому ряд важливих владних повноважень був переданий адміністраціям Північного, Східного і Західного регіонів. Боротьба між партіями за контроль над центральним урядом, розподілом фінансових та інших ресурсів, робочих місць і впливових постів досягла такого розмаху, що до середини 1960-х федеральна конституція фактично перестала діяти. 1966 року в країні відбулися два військові перевороти, які в кінцевому рахунку привели до відновлення федералізму, але послабили федеральну систему в цілому. З початку 1970-х позиції центрального уряду неухильно та істотно зміцнювалися. Це пояснювалося його успіхом у громадянській війні 1967—1970 і значним збільшенням державних фінансових ресурсів у результаті нафтового буму після початку нафтовидобутку в районі дельти Нігера.

### Конституційний розвиток Нігерії
У 1951 році було створено квазіфедеральний уряд. Однак конституція, яка передбачала зосередження майже всієї повноти влади в центрі і давала мало повноважень регіонам, в умовах Нігерії виявилася недієздатною. 1954 року статус федерального уряду був переглянутий, і регіони отримали більше прав. Ця конституція проіснувала до військового перевороту 1966. Поправки стосувалися автономії Нігерії, здобуття країною незалежності в 1960 р. і проголошення її республікою в 1963 р. З цієї конституції в сферу повноважень центрального уряду входили питання, пов'язані з обороною, зовнішньою політикою, поліцією, митницею та акцизами, валютою і банківською системою, транспортом і зв'язком (залізниці, автодороги і поштова служба) і роботою вищих навчальних закладів. У віданні регіональних органів влади знаходилися багато питань економічного розвитку регіонів, охорона здоров'я, шкільна освіта, місцеве управління, збір податків, включаючи прибутковий.
Після проголошення Нігерії республікою главою держави став президент, що обирається на п'ятирічний термін. Коло його повноважень був досить обмежений. Глава уряду, прем'єр-міністр, був підзвітний федеральному парламенту. Парламент складався з палати представників, що обирається загальним голосуванням, і не володів ніякої реальної влади сенату, в якому однаково були представлені всі регіони. Домінуючу роль у палаті представників відігравали мешканці півночі, їм належало 167 депутатських місць із 312. Боротьба за контроль над парламентом і за посади в системі федеральних органів влади була в центрі гострих політичних та регіональних конфліктів. У кожному регіоні були свій губернатор, прем'єр-міністр, виконавча рада, двопалатний законодавчий орган і апарат управління.
Після двох військових переворотів 1966 року парламент і кабінет міністрів були замінені Вищою військовою радою і підлеглим йому органом, куди ввійшло і кілька цивільних осіб. Громадянське правління було відновлено в жовтні 1979 року. Нова конституція передбачала заміну британської парламентської моделі на американську президентську систему. Президент став главою держави і уряду, і вперше в історії Нігерії виконавча і законодавча влада були повністю розділені. Президент обирався на чотирирічний термін прямим загальним голосуванням, у виборах на рівних умовах брали участь всі штати. Законодавчу владу здійснювало Національне зібрання, яке складалося з сенату (95 сенаторів) і палати представників (450 депутатів). Сенатори і депутати також обиралися на чотири роки.
Центральний уряд. 31 грудня 1983 року в результаті військового перевороту був повалений законний уряд. Дія багатьох положень конституції 1979 року було припинено, оскільки тепер громадяни Нігерії могли бути піддані тюремному ув'язненню без санкції суду. Вищим органом влади стало федеральний військовий уряд, яке створило спеціальну раду для управління країною (Національний державний рада). У результаті військового перевороту, здійсненого в серпні 1985 року, від влади було усунуто майже половину колишнього керівництва, а президентом був призначений генерал Ібрагім Бабангіда, активний учасник попереднього військового перевороту. Він керував країною як голова Правлячої ради збройних сил (ПСВС), якому підпорядковувалося уряд і військові губернатори штатів. Правління Бабангіда закінчилося в серпні 1993 року. У листопаді 1993 року главою держави став міністр оборони генерал Сани Абача. Після смерті Сани Абачи від серцевого нападу 8 червня 1998 влада перейшла до генерала Абдулсаламу Абубакар, який пообіцяв передати владу законно обраному цивільному уряду до 29 травня 1999 року.
Уряди штатів і місцеві органи управління. 1976 року територія Нігерії була розділена на 19 штатів і федеральну столичну територію; в 1987 році було створено два нових штату, в 1991-му — ще 9, а в 1996-му — ще 6, після чого загальна кількість штатів досягло 36. За конституцією 1979 року, губернатор кожного штату обирався на чотирирічний термін; одночасно з виборами губернатора на той самий строк обирався склад однопалатного законодавчого органу штату — Палати зборів. Штатам було надано право збору податків, але коли закон штату входив у протиріччя з федеральним законом, перевага залишалася за останнім. Після військового перевороту 1983 року і до виборів 1991 року в штатах військові губернатори штатів призначалися центральною владою. У 1993 обрані губернатори були замінені особами, призначеними військовими властями.

### Закон і правопорядок
У Нігерії діє декілька правових систем: звичаєве право (суди вождів), мусульманське право в більшості північних штатів (суди, де вершать правосуддя мусульманські судді жадали), нігерійське статутне і прецедентне право.
За конституцією 1979 року у федеральну судову систему Нігерії входять: Верховний суд, що складається з не більш ніж 16 членів — вища судова інстанція, Апеляційний і Високий суди. Призначення федеральних суддів є прерогативою президента. У кожному штаті є свій суд.
В колоніальний період і після проголошення країною незалежності питання про місце поліції в системі державних органів був предметом постійних гострих розбіжностей. Досягнуте врешті-решт компромісне рішення передбачало створення єдиних поліцейських сил під управлінням генерального інспектора поліції, безпосередньо підзвітної федеральному уряду. У кожному штаті призначався комісар поліції, який знаходився в підпорядкуванні у генерального інспектора і виконував поточні розпорядження уряду штату. При військовому керівництві і відповідно до конституції 1979 вся поліція перейшла у розпорядження федерального уряду, але в кожному штаті був збережений пост комісара поліції. Підрозділи місцевої поліції були розпущені, а їхній особовий склад зарахований до складу поліцейських сил Нігерії.

### Політичні партії
Політичні партії країни перебували під забороною з 1966 по 1978 рр., потім з 1984 по 1989 рр. і знову в 1993 р. До 1966 кожна з трьох основних партій спиралася на той регіон, законодавчий орган якого вона контролювала. Консервативний Північний народний конгрес (РНК) з 1952 по 1966 контролював уряд Північного регіону і федеральний уряд з 1960 по 1966 рр. завдяки створенню двох коаліцій з іншими партіями. Національна рада нігерійських громадян (НСНГ), що виник на хвилі національно-визвольного руху, з 1952 по 1966 рр. контролював уряд Східної Нігерії, а в 1966 р. брав участь разом з РНК в коаліційній федеральному уряді. Третя основна політична сила — Група дії (ГД) — утворилася на основі культурної асоціації йоруба Егбе Омо Одудува «Діти Одудуви» (Одудува — легендарний предок всіх йоруба). З 1952 по 1962 рр., аж до введення федеральним урядом надзвичайного стану в Західній Нігерії, ГД контролювала уряд цього регіону. Потім в рядах партії стався розкол, але після скасування в 1963 надзвичайного стану одна з її угруповань очолила уряд Західної Нігерії.
Серед дрібніших партій заслуговує згадки Союз прогресивних елементів Півночі (СПЕС), який, перебуваючи в опозиції до РНК, блокувався з НСНК. СПЕС виступала проти засилля на Півночі вождів емірів і консервативних соціальних норм і звичаїв. Велика частина дрібних партій, як правило, виступала в союзі з більш великими партіями, інші, наприклад Об'єднаний конгрес Середнього поясу, орієнтувалося на рішення суто місцевих проблем.
Після зняття заборони на політичну діяльність у вересні 1978 р. було прийнято рішення, що правом висунення кандидатури на пост президента можуть користуватися лише ті партії, яким вдалося домогтися значної підтримки в двох третинах з 19 штатів. В результаті на президентських виборах 1979 було представлено п'ять партій, а на виборах 1983 р. — шість. В ході обох виборчих кампаній з'ясувалося, що загальнонаціональною підтримкою користується тільки відносно консервативна Національна партія Нігерії (НПН), кандидат від якої Шеху Шагарі став президентом країни. Головним суперником НПН на виборах стала Нігерійська партія єдності, яка спирається на йоруба. Нігерійська народна партія займала сильні позиції серед бо. Лівіша Партія народного відродження і Народна партія Великої Нігерії користувалися найбільшою підтримкою в деяких північних штатах. Після військового перевороту 1983 всі політичні організації в Нігерії були заборонені.
У травні 1989 військове керівництво дозволило діяльність партій, після чого сама створила дві партії, придумавши їм назви і написавши програми. Військові вважали, що ці дві партії зможуть висловити політичні сподівання всіх нігерійців, а інші партії не потрібні. Програма Соціал-демократичної партії (СДП), визначається як «трохи ліва», мало відрізнялася від програми Національно-республіканського конвенту (НРК), яка визначалася як «трохи права». На проведених у грудні 1991 виборах НРК завоював 16 губернаторських постів, а СДП — 14. Несподівану перемогу НРК здобув у Лагосі і штаті Кано. На загальнонаціональних виборах в липні 1992 кандидати від СДП здобули перемогу в Лагосі, йорубском південно-заході і густонаселеному Середньому поясі. СДП завоювала 51 з 92 місць в сенаті та 314 із 593 місць в палаті представників. НРК домігся хороших результатів серед виборців хауса і фульбе мусульманської Півночі, хоча ложкою дьогтю стала перемога СДП у Кано. У виборах взяло участь лише 25 % електорату, що частково можна пояснити тим, що голосування не було таємним.
На президентських виборах в червні 1993, в яких взяло участь 33 % виборців, рішучу перемогу над своїм суперником з НРК Баширом Тофой здобув кандидат СДП Мошуд Абіола.

### Збройні сили і зовнішня політика
Основою збройних сил Нігерії є сухопутні війська, але країна має в своєму розпорядженні також невеликі ВМФ і ВПС. Чисельність армії, що склала в 1966 всього 9 тис. чоловік, зросла наприкінці 1980-х років до 120 тис., а в 1993 склала 76 тис.
Нігерія є членом ООН, Організації країн експортерів нафти (ОПЕК), Організації африканської єдності і Співдружності, очолюваної Великою Британією. Її зовнішньополітичний курс до 1966 можна схарактеризувати як політику неприєднання, потім країна стала дедалі більше віддалятися від Заходу. У 1990 нігерійці склали кістяк військового контингенту шести африканських держав, який увійшов до Ліберії для припинення там громадянської війни. Нігерія була звинувачена у підтримці однієї зі сторін конфлікту. Нігерійський контингент військ у складі миротворчих сил ООН знаходився в Боснії і Герцеговині та Камбоджі.

## Населення

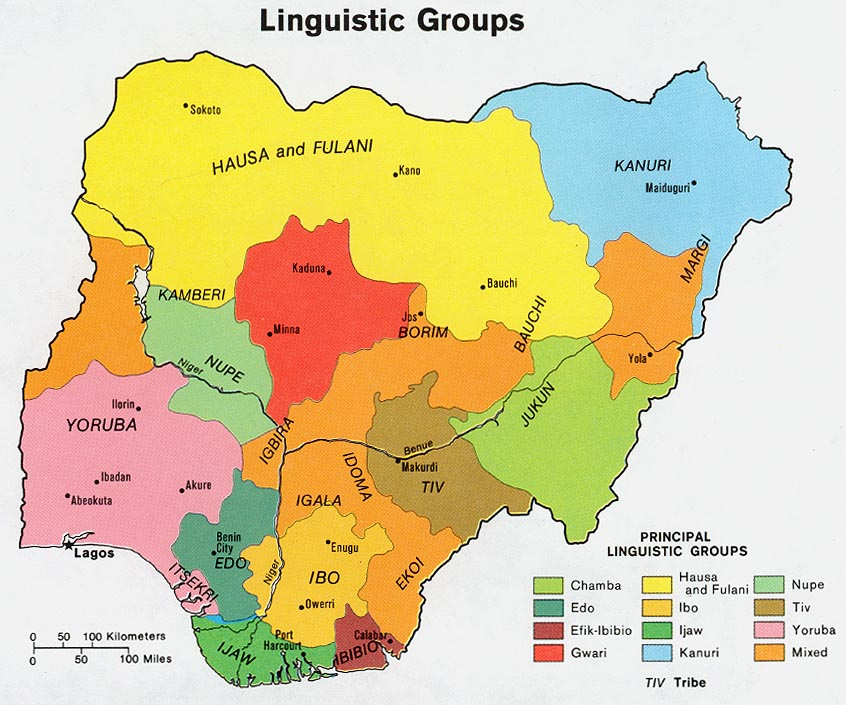
Основні мовні групи та народи Нігерії, 1979

### Демографія
У липні 2020 року кількість населення Нігерії становила 206 139 589 осіб. Населення Нігерії активно збільшується.

### Густота населення
Висока густота населення характерна для більшості районів південного сходу, трохи менша — для південного заходу і півночі (штат Кано і північ штату Кадуна). Малонаселений пояс проходить від східної частини штату Квара через долину р. Нігер, центр штату Плато і велику частину території штатів Йобе і Борно.

### Етнічний склад
Протягом останніх двадцяти століть Нігерія пережила наслідки чисельних хвиль міграцій або вторгнень, переважно, з північного сходу. Тому етнічна і лінгвістична ситуація в країні характеризується великою строкатістю. У Нігерії проживає більш як 250 етнічних груп, що мають власну мову і культурні особливості. 80 % населення складають десять груп, які чисельно переважають в окремих штатах: хауса і фульбе у штатах Сокото, Кадуна, Баучі, Йобе, Кацина, Джигава і Кано, канурі — в Борно, тів — в Бенуе і Плато, йоруба — в Ойо, Огун, Ондо, Екіті і Лагос, едо (біні) — в Едо, ібо (ігбо) — в Імо і Анамбра, ібібіо-ефік — у Крос-Ривер і іджо — в Баєлса. Хауса, йоруба та ібо становлять близько 60 % населення Нігерії.

### Народи північних штатів
Найчисленніші народи Півночі — хауса, фульбе, канурі та тів. Всі вони, окрім тів, — мусульмани. Під час джихаду, релігійної війни на початку ХІХ ст., фульбе встановили свій контроль над землями хауса і створили мусульманську державу — халіфат Сокото. Сокото займав велику частину території північної Нігерії, за винятком населеного канурі Борно на північному сході і земель тів по берегах р. Бенуе.
Соціальні відносини серед фульбе консервативніші, ніж у хауса, військова експансія і торговельна діяльність яких привела до того, що мова хауса набула поширення в багатьох районах Західної Африки і стала мовою міжетнічного спілкування на більшій частині території північної Нігерії. Спосіб життя і соціальні стосунки канурі, основного населення шт. Борно, багато в чому визначаються нормами ісламу, але це не є результатом завоювань фульбе. З ХІІІ ст. і до початку колоніального періоду канурі змогли зберегти свою політичну незалежність, будучи етнічним ядром мусульманської держави Канема-Борну, розташованої навколо оз. Чад. Тів, які живуть у штатах Бенуе і Плато, на відміну від сусідів-мусульман, сповідають християнство або зберігають прихильність традиційним віруванням.

### Народи східних штатів
Трьома основними етнічними групами східної Нігерії є ібомовні народи, які живуть у штатах Імо і Анамбра, ібібіо-ефік — у штаті Крос-Ривер та іджо в штаті Баєлса. Традиційний тип поселення всіх трьох народів — невеликі села. Основною формою соціальної організації ібо були об'єднання сіл та родів. Суспільство ібо відрізнялося демократичністю, всі рішення приймалися на раді. Значне місце у пантеоні традиційних божеств ібо належало богині землі Ала, і жерці її культу часто виконували судові та інші владні функції.
Мистецтво ібо характеризується великим ступенем експресії. З перенаселених східних районів ібо мігрують в інші частини країни. Виняток становив період громадянської війни 1967—1970 рр. Традиційно ібібіо жили у селах, де владні функції здійснювали світський і релігійний лідери. Кожне село мало певний ступінь автономії, але групи сіл на основі кровно-родинних зв'язків і спільних вірувань об'єднувалися в клани, якими управляли світський і релігійний вождь і рада старійшин. Політична влада здійснювалася таємними общинами, такими як екпо та екпе. Іджомовні народи живуть у районі дельти Нігеру; місця їх розселення у східній частині дельти в штаті Байелса характеризуються невисокою густотою населення. Іджо поділяються на кілька груп: калабарі, окріка, нембе і бонні, але в мовному і культурному відношенні всі вони становлять єдину спільноту. Традиційна соціальна і політична організація іджо дуже схожа на ту, яка була у ібо, різниця полягала в тому, що села іджо рідко були здатні на спільні дії. Більшість сучасних ібо, ібібіо та іджо — християни.

### Народи Західної Нігерії
На північний захід від р. Нігер більшість населення становлять йоруба, які проживають на території штатів Ойо, Огун, Ондо, Екіті і Лагос, і едо- (біні-) мовне населення штату Едо. Йоруба об'єднує спільність мови, традицій і легенда про походження від спільного предка, творця світу Одудуви, проте у них ніколи не було єдиної централізованої держави. Йоруба створили кілька сильних міст-держав. Влада деяких правителів цих держав не обмежувалася межами їх володінь. Оні (правитель Іфе) вважався релігійним главою всіх йоруба, а алафін (правитель Ойо) номінально вважався першим серед рівних йорубських правителів. У традиційних віруваннях йоруба є кілька основних культів, кожен з яких пов'язаний з конкретним божеством, наприклад, з Шанго, богом грому. Йорубські релігійні вірування, поезія і музика, завезені у Новий Світ, вплинули на культуру Бразилії і деяких країн Карибського басейну.
Найпомітнішим вкладом йоруба у мистецтво Західної Африки є скульптура. Починаючи з 1938 року на території Іфе під час археологічних розкопок знайдено кілька бронзових і теракотових голів та фігурок. Найдавніші з них були виготовлені близько 800 років тому. Йорубські скульптури входять до числа світових шедеврів. Останнім часом властива мистецтву йоруба експресивність знаходить яскраве вираження у дерев'яній скульптурі.
Едомовне населення штату Едо відоме перш за все завдяки створеній їх предками Бенінській імперії. Коли наприкінці XV ст. Бенін перебував у зеніті своєї могутності, його вплив поширювався від берегів р. Нігер до території сучасного Того.

## Спорт
Збірна Нігерії з футболу є однією з найсильніших у Африці. Багато нігерійських футболістів виступає за європейські команди. Наприклад, Ідеє Браун та Лукман Аруна грали в «Динамо» Київ.
Серед інших відомих спортсменів боксер Семюель Пітер.

## Охорона здоров'я
У 2016 році ВООЗ провела дослідження стану системи охорони здоров'я із використанням системи HeRAMS. Більше 340 закладів охорони здоров'я були пошкоджені або зруйновані. Інші залишилися без лікарських засобів, обладнання, основних зручностей або медичних працівників.
Країна гостро потребує значної кількості лікарів. Так, станом на 2025 рік Нігерія очолює список країн з найбільшою смертністю матерів під час пологів. Щодня близько 200 жінок помирало під час пологів.

## Космічні технології
Нігерійський супутник «Nigeria Sat-1» запустили з космодрому Плесецьк у вересні 2003 року для участі в міжнародній системі моніторингу Землі — «Disaster Monitoring Constellation».
Нігерія стала третьою (після ПАР та Алжиру) країною континенту із власним космічним апаратом.